# Oporinia precursaria
Oporinia precursaria är en fjärilsart som beskrevs av Weaver 1852. Oporinia precursaria ingår i släktet Oporinia och familjen mätare. Inga underarter finns listade i Catalogue of Life.